# AUBE (アルバム)
『AUBE』（オーブ）は、藍井エイルの2枚目のオリジナルアルバム。2014年1月29日にSME Recordsから発売された。

## 背景・リリース
藍井のアルバムとしては前作『BLAU』から約1年ぶりのリリースとなる。フランス語で「夜明け」を意味するタイトルの「AUBE」は、選曲作業が「1日の流れ」に見えたことと英語で宝珠を意味する「orb」とを掛け合わせて付けられた。そのためジャケットも光のグラデーションを意識したという。
販売形態は初回生産限定盤A（SECL-1450/1）・初回生産限定盤B（SECL-1452/3）・通常盤（SECL-1454）の3種リリースで、初回限定盤には「コバルト・スカイ」、「シリウス」、「クロイウタ」、「虹の音」、「KASUMI」、「サンビカ」のPVを収録したBlu-ray DiscおよびDVDが同梱されている。

## 音楽性
1曲目の「dawning」は、ボーカル曲が全て完成した後、安田貴広に作曲を依頼した。制作中ドラムの音を抜くことで「夜明け」の雰囲気が際立つと考えたため、最終的に同音色を抜いて収録が行われた。
5曲目の「アストラル」は、エッジの効いたロックナンバー。藍井によれば天然の青を意味するセルリアンブルーと人工的な青を意味するプルシアンブルーのどちらかを問う詞に依存（ループ）のようなものを感じており、ループ自体があたかも星の巡行に通じると考えたため「アストラル」を付けたという。
6曲目の「SAILING」は、海をモチーフとした爽やかで希望に満ちた曲。
9曲目の「惑星の唄」は、母性をテーマとしたスローテンポのヘビーロックで、「Planet」に母性的な意味があることから付けられた。
10曲目の「翼の行方」は、デビュー前に安田史生と会ったときに披露した曲で、音源化を長い間切望していたという。
リード曲となる13曲目の「KASUMI」は、日本テレビ系『フットンダ』の2014年1月度エンディングテーマ、および日本テレビ系『ミュージック・ドラゴン』のパワープレイ。藍井曰く「孤独と戦っている曲」で、作詞・作曲を手掛けた新井弘毅によれば、女性が主人公であるという。
14曲目の「A New Day」は、新たな「次の」イメージをするため敢えて「A」を入れており、アレンジも自身の楽曲では初となるアコースティック・ギターとコーラスのみで構成されている。

## 収録内容
CD
1. dawning [0:59]
作曲・編曲：安田貴広
2. サンビカ [4:49]
作詞・作曲・編曲：安田貴広
テレビアニメ『キルラキル』挿入歌
3. 近未来交響曲 [4:30]
作詞・作曲・編曲：新井弘毅
4. シリウス [4:22]
作詞：meg rock、作曲・編曲：重永亮介
5thシングル。テレビアニメ『キルラキル』オープニングテーマ。
5. アストラル [3:44]
作詞・作曲・編曲：黒須克彦
6. SAILING [4:58]
作詞：コツキミヤ、作曲・編曲：流歌
7. コバルト・スカイ [4:32]
作詞：Eir・rino、作曲：Tomo.、編曲：黒須克彦
4thシングル。TBS系『CDTV』2013年7月度オープニングテーマ。
8. nayuta gride [4:08]
作詞・作曲・編曲：安田貴広
9. 惑星の唄 [5:13]
作詞・作曲・編曲：Heart's Cry
10. 翼の行方 [4:27]
作詞・作曲：安田史生、編曲：森空青
11. 虹の音 [4:49]
作詞：Eir、作曲：重永亮介、編曲：新井弘毅・重永亮介、ストリングスアレンジ：下川佳代
6thシングル。テレビアニメ『ソードアート・オンライン Extra Edition』テーマソング。
12. Daydream [5:06]
作詞：大塚利恵、作曲・編曲：津波幸平
13. KASUMI [4:40]
作詞・作曲・編曲：新井弘毅
14. A New Day [3:26]
作詞：Eir、作曲・編曲：安田貴広

BD（初回生産限定盤A）・DVD（初回生産限定盤B）
1. コバルト･スカイ（Music Video）
2. シリウス（Music Video）
3. クロイウタ（Music Video）
4. 虹の音（Music Video）
5. KASUMI（Music Video）
6. サンビカ（Music Video -Live ver.-）

## チャート
初週で1.5万枚売上オリコン6位にランクインした。その後8週にわたり売上を伸ばし、2.2万枚のヒット作となった。
| チャート（2014年）         | 最高位 |
| -------------------------- | ------ |
| オリコン                   | 6      |
| Billboard Japan Top Albums | 7      |